# 秋田県道211号金光寺鵜川線
秋田県道211号金光寺鵜川線（あきたけんどう211ごう きんこううかわせん）は、秋田県山本郡三種町を通る一般県道である。

## 概要
山本郡三種町豊岡金田で秋田県道4号能代五城目線から分岐し、すぐに秋田県道210号金光寺能代線と西方向へ分岐したあと、JR東日本・奥羽本線と交差する。重要文化財大山家住宅前を通り、南下して秋田自動車道と立体交差したのち、終点の国道7号交点に至る。

### 路線データ
- 総延長 : 7.517 km[2]
- 実延長 : 7.167 km[2]
- 起点 : 秋田県山本郡三種町豊岡金田字狐台10番1地先（金光寺交差点、秋田県道4号能代五城目線交点）[3]北緯40度7分21.05秒 東経140度4分39.19秒
- 終点 : 秋田県山本郡三種町鵜川字家の下24番6地先（国道7号交点）[3]北緯40度5分50.95秒 東経140度1分24.4秒
- 未供用区間 : なし[2]

## 歴史
- 1972年（昭和47年）3月30日 - 秋田県道に認定される[3]。

## 路線状況

### 重複区間
- 秋田県道210号金光寺能代線（山本郡三種町豊岡金田字狐台・地内）、350メートル[2]

### 冬期閉鎖区間
- なし[4]

### 交通不能区間
- なし[5]

## 地理

### 交差する道路
| 施設名       | 接続路線名                | 備考               | 所在地                                                         |
| ------------ | ------------------------- | ------------------ | -------------------------------------------------------------- |
| 金光寺交差点 | 秋田県道4号能代五城目線   | 起点 県道210号起点 | 山本郡三種町豊岡金田字狐台                                     |
|              | 秋田県道210号金光寺能代線 |                    | 山本郡三種町豊岡金田字狐台北緯40度7分28.5秒 東経140度4分27.1秒 |
|              | 能代山本広域農道          |                    | 山本郡三種町豊岡金田字保竜北緯40度7分22.3秒 東経140度3分26秒   |
|              | 秋田県道212号森岳鵜川線   |                    | 山本郡三種町鵜川北緯40度6分6.05秒 東経140度1分52秒             |
|              | 国道7号                   | 終点               | 山本郡三種町鵜川字家の下                                       |

### 沿線の施設
- 大山家住宅（国の重要文化財）